# 惠阳经济开发区
惠阳经济开发区位于中國廣東省惠州市惠阳区南部（别称太阳城），距惠阳淡水城区5公里，惠州港18公里、深圳60公里。原名称由“惠阳三和经济开发试验区”变更为“广东惠州惠阳经济开发区”。开发区规划面积65平方公里，現有总人口3万多人，內含有农村人口近12000人，南面是淡水街道、西靠秋长街道，是惠阳区唯一没有与外县区相邻的地区。
現有联想科技园和碧桂园兩大產業聚落於區內成立，分別主攻科技業和旅遊業。
区内的高新技术项目及产品可享受一系列优惠政策，現已有四千多名村民每人每月厂租或地租分红200—550元。

## 發展
- 筹建于1992年
- 1997年经省政府批准设立为省级开发区
- 2006年通过国家审核变更为“广东惠州惠阳经济开发区”
- 2007年加挂“惠州仲恺高新技术产业开发区三和工业园”

## 行政
由5个行政村组成
- 莲塘面村
- 象岭村
- 铁门扇村
- 拾围村
- 全坑村

採用惠阳区人民政府的派出机构，对区内事务实行“一个窗口收费、一站式管理、一条龙服务”的產業管理模式。现有企业100多家，投资总额100多亿元人民幣。